# Peter Milano
Pour les articles homonymes, voir Milano.
Peter Milano est un parrain de la mafia italo-américaine, né le 22 décembre 1925 à Cleveland et mort le 21 avril 2012 à Los Angeles. Il n'a jamais connu ses parents. Son père est décédé lors d'une embuscade à New York et sa mère est morte lors de l'accouchement de son frère Vincini.
Il réussit à créer son propre gang avec son propre frère, le gang des Milano. Il était depuis 1984 le boss de la famille de Los Angeles.